# لوسي والش
لوسي والش (بالإنجليزية: Lucy Walsh)‏ هي عازفة بيانو ومغنية وكاتبة غنائية أمريكية، ولدت في 3 ديسمبر 1982 في سانتا باربارا في الولايات المتحدة.